# Xinhairevolutionen

Republiken Kinas första flagga

Xinhairevolutionen (辛亥革命, Xīnhài Gémìng) var den revolution i Kina år 1911 som störtade den sista kejsardynastin Qing och upprättade Republiken Kina. Revolutionskriget började den 10 oktober 1911 och slutade med grundandet av republiken den 12 februari 1912. Namnet kommer från den kinesiska 60-årscykeln, i vilken året 1911 har namnet Xinhai (辛亥, Xīnhài).

## Bakgrund

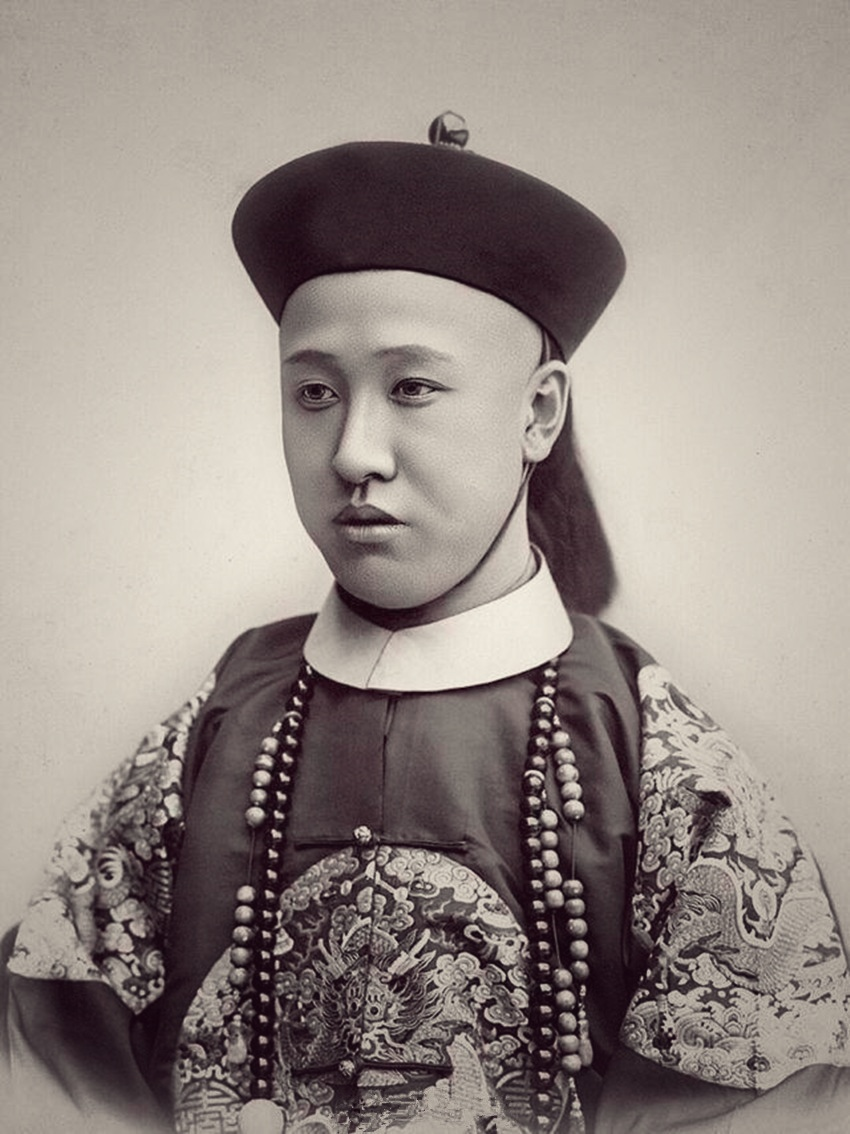
Prins Chun

Efter undertryckandet av Kang Youweis reformrörelse och tumultet i samband med boxarupproret stod den kejserliga Qing-regeringen under hårt tryck att genomföra politiska reformer. Regeringens reformansatser efter tronskiftet 1908 var dock trevande och gav inte intryck av uppriktighet. Yuan Shikai avskedades från alla sina ämbeten i januari 1909, och den länge i utsikt ställda riksförsamling, som skulle förbereda tillkomsten av en författning och öppnades 3 oktober 1910, kom snart i konflikt med regeringen, vilken förgäves sökte lugna reformvännerna genom att 4 november samma år utlova upprättandet av ett parlament inom tre år.
Befolkningens stora massa var tämligen likgiltig för politiska frågor, men gav regeringen skulden för den nöd, som översvämningar och hungersnöd vållat, samt för de ökade ekonomiska bördor, som blivit en följd av skadeståndsutbetalningarna för
boxarupproret och av de utländska lånens amortering. Regeringens maktlöshet mot utländsk inblandning ökade dess impopularitet, vilken även sammanhängde med att dynastin och de inflytelserika hovkretsarna var av främmande, manchuisk, härkomst.

## Revolutionens förlopp

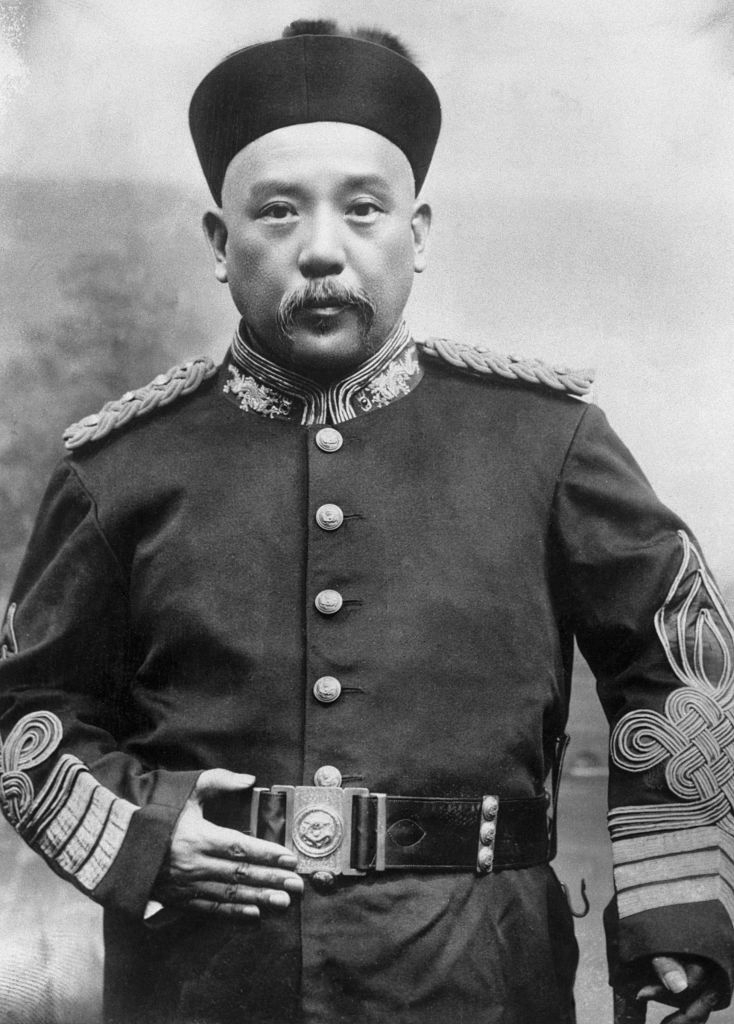
Yuan Shikai

Missnöjets ledning tillföll till en början helt naturligt den av västerländska idéer starkt påverkade ungkinesiska rörelsens män, vilka åstadkommit en rätt stark och smidig politisk organisation. Signal till jäsningens utbrott i en revolution gavs genom en resning i staden Wuchang den 10 oktober 1911.  De upproriska besatte arsenalen i Hanyang och massakrerade den fåtaliga garnisonen med manchuiska trupper. Rörelsen spred sig hastigt till de större städerna i provinserna Hunan och Hubei, och i sin nöd återkallade regeringen den 14 oktober Yuan Shikai till Peking och gjorde honom till arméns högste befälhavare. Han blev i november också regeringsrådets president, vann en del militära framgångar mot revolutionärerna och sökte sedan förhandlingsvägen åstadkomma förlikning, till en början på konstitutionellt monarkisk grundval. Emellertid vann revolutionärerna anslutning från flera provinser och av flottan, samt bildade i Guangzhou en republikansk motregering. Regenten prins Chun utlovade 28 november att inkalla ett parlament och proklamerade grundlinjer till en författning ("de 19 punkterna"), men redan den 6 december fann han sig nödsakad att avgå, och revolutionärerna utsåg den 31 december i Nanking den nyss ur landsflykt återvände doktor Sun Yat-sen till republikens president från årsskiftet.
Ett kejserligt edikt från den 28 december hade utlovat underkastelse under det beslut en nationalkonferens skulle fatta om styrelseformen, och uppskrämda av ett bombattentat i Peking såg hovkretsarna snart monarkin som alldeles förlorad. Genom tre edikt av 12 februari 1912 avstod änkekejsarinnan Longyu i den minderårige Xuantong-kejsarens namn från regeringsmakten, uttalade sig för införande av "en republikansk form av konstitutionell styrelse" och gav Yuan Shikai i uppdrag att organisera en provisorisk republikansk regering.

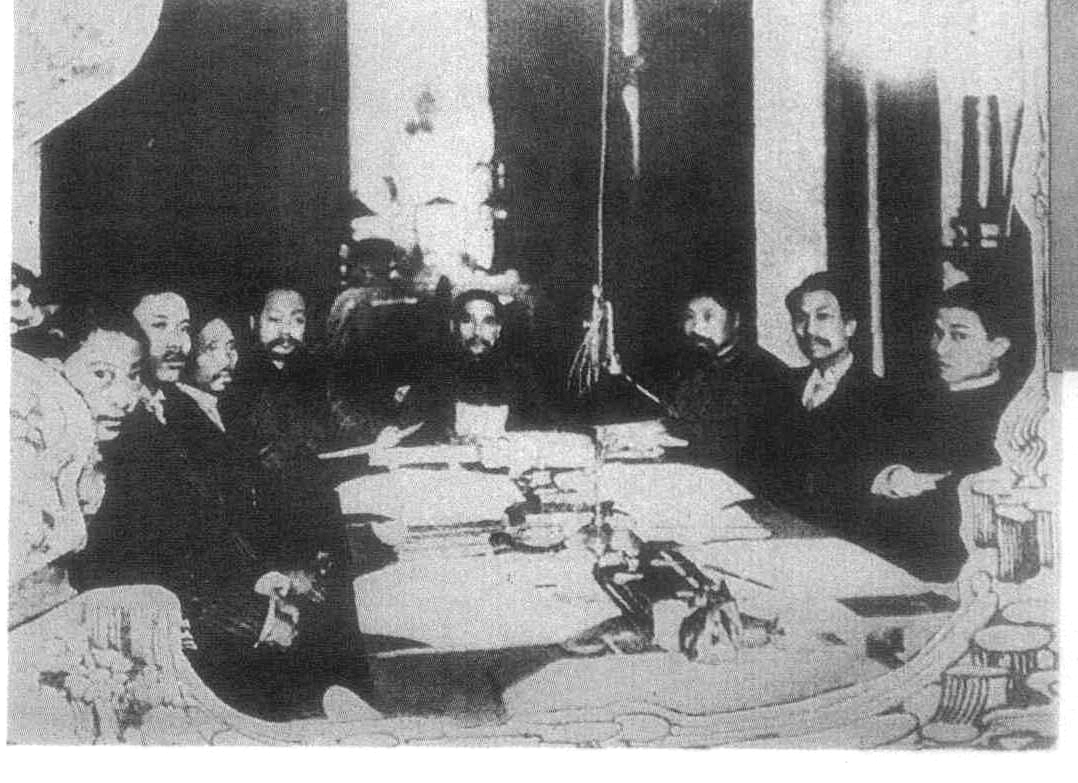
Sun Yat-sen som interimspresident i Nanking

Sun Yat-sen avgick nu i enighetens intresse från presidentposten, och Yuan Shikai valdes den 17 februari av representanter för 17 provinser till provisorisk president samt installerades 16 mars, varvid han svor att samla och ena "nationen av fem raser". Till provisorisk vicepresident utsågs Li Yuanhong. De radikala republikanerna hade tänkt sig maktens tyngdpunkt i den nya republiken förlagd hos parlamentet och i Nanking 11 mars 1912 proklamerat en ditåt syftande författning, "de 56 artiklarna".

## Yuan Shikais uppstigande till makten

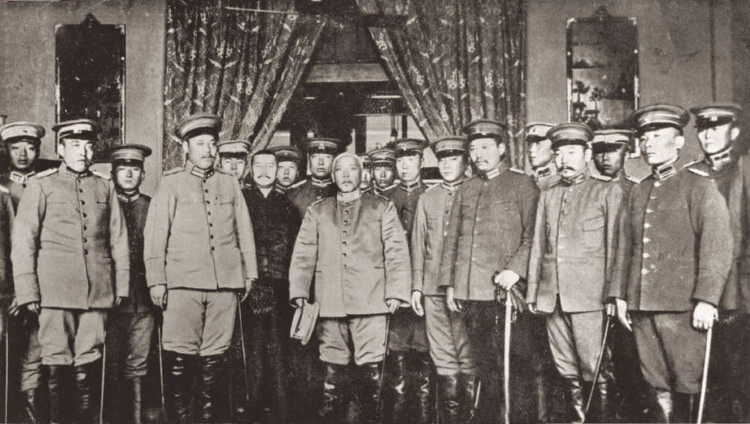
Yuan Shikai svärs in som president den 10 mars 1912

Yuan Shikai delade emellertid ej deras uppfattning, utan strävade i stället att med alla medel (även mutor och lönnmord) göra centralregeringen enarådande. Valen till det författningsgivande parlamentet uppsköts ända till januari 1913. Parlamentet öppnades den 8 april, och i dess båda kamrar var Sun Yat-sens Guomindang synnerligen manstarkt, dock utan att äga majoritet. Yuan Shikai lyckades emellertid bli finansiellt oberoende av parlamentet genom det 25 april hos en grupp utländska banker upptagna "rekonstruktionslånet" på 25 miljoner pound sterling. Parlamentet sökte förgäves skaffa sig inflytande på lånevillkoren, och radikalerna framkallade i harmen över Yuan Shikais egenmäktighet oroligheter i södra Kina, vilka dock snart undertrycktes med militärmakt.
Författningsarbetet gick trögt, men påskyndades i de delar, som gällde presidentens val och ämbetstid, och sedan dessa antagits, valdes 6 oktober samma år Yuan Shikai till president på 5 år med Li Yuanhong som vicepresident. Japan erkände nu omedelbart den nya republiken, och de europeiska stormakterna följde snart exemplet. Stärkt genom det förtroende hans regering åtnjöt i utlandet, förlamade Yuan Shikai parlamentet genom att 4 november samma år därur utstöta Guomindang-partiets medlemmar såsom invecklade i sommarens revolutionära rörelser. Parlamentet var därefter ej längre beslutmässigt, och presidenten rådförde så i stället med ett i november samma år upprättat centralt förvaltningsråd" av pålitliga anhängare;
i januari 1914 upplöstes formligen parlamentet.